# A Trip to Bountiful – Reise ins Glück
A Trip to Bountiful – Reise ins Glück ist ein US-amerikanisches Filmdrama unter Regie von Peter Masterson aus dem Jahr 1985. Es ist die Neuverfilmung des gleichnamigen Fernsehfilms von 1953, zu beiden Filmen verfasste Horton Foote das Drehbuch. Im deutschen Fernsehen lief der Film unter dem Titel Heimweh nach Bountiful.

## Handlung
Die Rentnerin Carrie Watts lebt bei ihrem Sohn Ludie und dessen Frau Jessie Mae Watts in Houston, Texas. Sie ist vergesslich und kann sich besser an ihre Vergangenheit als an die Gegenwart erinnern. Die alte Frau hängt vor allem Tagträumen über ihre Vergangenheit nach und will eigentlich nur noch zurück in ihr altes Heim. Das mussten sie und Ludi einst verlassen, da es nur noch in der Stadt berufliche Perspektiven gab. An der Verwirklichung einer Rückkehr hindert sie jedoch Jessie Mae, ihre Schwiegertochter, die Carrie bevormundet und absoluten Gehorsam von ihr fordert. Das Verhältnis zwischen den beiden Frauen ist auch deshalb schlecht, da die sehr unterschiedlichen Frauen den ganzen Tag in der kleinen Wohnung aufeinanderhocken müssen. Ludie muss bei Streitigkeiten immer wieder vermitteln, obwohl er ganz eigene Probleme mit seinem Job hat. 
Als Ludie und Jessie Mae eines Tages außer Haus sind, nutzt Carrie die Chance und flieht. Am Busbahnhof muss sie allerdings erfahren, dass es keine einzige Busverbindung mehr nach Bountiful, Texas, gibt. Sie müsse sich zwischen den Nachbarorten Harrison und Cotton entscheiden. Sie kauft für 3,50 US-Dollar ein Ticket nach Harrison und wartet auf ihren Bus. Doch schon nach kurzer Zeit muss sich Carrie vor Ludie und Jessie Mae verstecken. Während er auf der Suche nach seiner Mutter ist, will sie lieber die Aufgabe der Polizei übergeben. Nachdem beide wieder verschwinden und weiter suchen, reist Carrie ab.
Unterwegs lernt sie die junge Thelma kennen, die gerade auf dem Weg zu ihrer Familie ist. Ihr Mann wurde gerade erst zum Militär eingezogen. Auch Carries Mann wurde einst zum Militär eingezogen und überlebte, weswegen sie nun Thelma tröstet und ihr versichert, dass alles gut werde. Carrie erzählt nun von ihrem Leben: Zwei ihrer drei Kinder verstarben. Ihr Mann verstarb, als ihr Sohn zehn Jahre alt war, und sie selbst durfte nie den Mann heiraten, den sie so sehr liebte, Ray John Morrie.
Im Busbahnhof von Harrison angekommen, stellt Carrie plötzlich fest, keine Bleibe mehr für die Nacht zu haben. Sie hatte eigentlich vorgehabt bei ihrer geliebten Jugendfreundin Kelly Davis zu übernachten. Doch diese wurde zwei Tage zuvor tot aufgefunden. Ein Hotelzimmer kann sich Carrie nicht leisten – ihr Geld war in der Handtasche, die sich nun mit dem Bus auf der Rückfahrt befindet. Schnell wird dem Busfahrer Bescheid gegeben und Carrie wartet im Busbahnhof auf ihre Handtasche. Thelma muss weiterfahren und wünscht Carrie zum Abschied alles Gute auf ihrem Weg nach Hause. Doch das Gute lässt auf sich warten, denn obwohl sie nach einigen Stunden ihre Handtasche erhält, verhindert nun der Sheriff eine Weiterreise. Ihm wurde von der Polizei aus Houston mitgeteilt, dass er die alte Dame solange festhalten möge, bis Ludie und Jesse Mae erscheinen.
Carrie kann nicht mehr. Sie heult, schließlich habe sie doch nur einen einzigen Wunsch, bevor sie sterbe: noch einmal das Haus ihrer Kindheit zu betreten. Danach könne man mit ihr machen, was man wolle. Aber dieses Versprechen, das sie sich selbst gab, müsse sie sich erfüllen, sonst könne sie nicht in Frieden sterben. Der Sheriff fasst sich ein Herz und hilft der verzweifelten Frau. Er fährt sie zu dem Ort ihrer Kindheit und Jugend. Obwohl alles verlassen und verfallen ist, fühlt sie sich sofort zu Hause. All die guten Erinnerungen kommen plötzlich wieder hoch.
Kurz darauf erscheint Ludie, auch er hat Erinnerungen an das Haus seiner Kindheit. Es sind allerdings keine guten. Vielmehr spürt er die Last der Vergangenheit und das Bedauern, dass sein Vater starb, als er erst zehn Jahre alt war. Zusammen sind Mutter und Sohn nun auf der Veranda und fragen sich, was nur aus ihrem Leben geworden sei, wie sie die ländliche Ruhe verließen, um in der Großstadt zu leben.
Aber Klagen helfe nicht, das Leben müsse weitergehen. Um beispielsweise den zukünftigen Frieden mit Jesse Mae zu erreichen, werden nun kleinere Regeln ausgearbeitet. Wenn Carrie verspreche, etwas weniger widerspenstig zu sein, versichere ihr Jesse Mae, sich zu bessern und Carrie nicht mehr so zu bevormunden. Schweren Herzens verlässt nun Carrie das Haus ihrer Vergangenheit und folgt Ludie und Jesse Mae zum Auto.

## Hintergrund
Der Film hatte seine Weltpremiere am 20. Dezember 1985 in New York City. Er konnte etwas mehr als 7,4 Mio. US-Dollar einspielen. In Deutschland startete der Film am 7. Juli 1988 in den Kinos. Seit dem 5. Oktober 1988 ist er auf VHS erhältlich. Der Film war das Debüt als Filmregisseur von Peter Masterson, der zuvor als Schauspieler und Theaterregisseur gearbeitet hatte. Mastersons Ehefrau Carlin Glynn verkörperte Jessie Mae, während die gemeinsamen Kinder Alexandra Masterson (als Drugstore-Kellnerin) und Peter Masterson Jr. (als Zeitungsjunge) in kleinen Rollen zu sehen sind. Pages Zwillingssöhne Tony und John Torn sind ebenfalls im Film zu sehen, sie treten am Schalter für die Bustickets hinter ihr in der Schlange auf.
Die ursprüngliche 1953 ausgestrahlte Verfilmung wurde von Vincent J. Donehue als Fernsehfilm inszeniert, wofür Horton Foote das Drehbuch schrieb. Darin spielten Lillian Gish als Carrie Watts, Eileen Heckart als Jesse Mae, John Beal als Ludie und Eva Marie Saint als Thelma. Der Film feierte seine Premiere am 1. März 1953, als er auf NBC ausgestrahlt wurde. Im Anschluss wurde er als Theaterstück adaptiert. Am 3. November 1953 feierte es seine Bühnenpremiere, erneut mit Lilian Gish in der Hauptrolle. Foote war zunächst skeptisch gegenüber einer Neuverfilmung, da er keine andere Schauspielerin als Lillian Gish in der Rolle sehen wollte, nannte dann aber mit Geraldine Page oder Kim Stanley zwei Ausnahmen.

## Kritik
Vincent Canby von der New York Times lobte diesen „perfekten kleinen, detailreichen“ Film über alle Maßen. Er funktioniere einfach. Foote habe einfach eine „lustige, exquisit gespielte Verfilmung seines eigenen Theaterstückes“ abgeliefert. „Die komplette Besetzung ist hervorragend“ und Geraldine Page „sei nie besser“ als in diesem Film gewesen. Sie spiele sie „gleichzeitig lustig und listig, sentimental und unerwartet hart.“
Im Time-Magazin verriss Richard Schickel den Film. Die Geschichte des Theaterstücks sei „im wesentlich leeres Drama.“ Der Regisseur könnte mit „seinem vernichtend realistischen Stil“ all die „empfindlichen Stimmungen und Gefühle“ nicht einfangen und am schlimmsten sei Geraldine Page. Ihr übertrieben „theatralisches Spiel“ habe fast „überhaupt nichts mit der eigentlichen Filmkunst“ zu tun.
Das Lexikon des internationalen Films sah in der Literaturverfilmung ein in „leisen Tönen und langsamem Rhythmus inszeniertes Frauenporträt.“ Außerdem handele es sich um ein „Kammerspiel mit sentimentalen Akzenten, das durch hervorragende Schauspieler und die menschliche Haltung beeindruckt.“

## Auszeichnungen
Oscarverleihung 1986
- Beste Hauptdarstellerin: Geraldine Page
- Bestes adaptiertes Drehbuch: Nominierung für Horton Foote

Golden Globe Awards 1986
- Beste Hauptdarstellerin – Drama: Nominierung für Geraldine Page

Independent Spirit Awards 1986
- Beste Hauptdarstellerin: Geraldine Page
- Bestes Drehbuch: Horton Foote
- Beste Regie: Nominierung für Peter Masterson
- Bester Film: Nominierung

Boston Society of Film Critics Awards 1985
- Beste Hauptdarstellerin: Geraldine Page